# Rocinante
Rocinante (Mi Arae d, HD 160691 d) – planeta pozasłoneczna krążąca wokół gwiazdy Cervantes (Mi Arae). Odkryły ją w 2006 metodą analizy zmian prędkości radialnej gwiazdy dwa niezależne zespoły astronomów – jednym z nich kierował Francesco Pepe, natomiast w skład drugiego wchodzili polscy astronomowie – Krzysztof Goździewski, Andrzej J. Maciejewski i Cezary Migaszewski (w ich pracy planeta nosi oznaczenie HD 160691 e).

## Nazwa
Nazwa planety została wyłoniona w publicznym konkursie w 2015 roku. Rosynant był koniem Don Kichota, bohatera powieści Miguela de Cervantesa „Don Kichot”. Nazwę planety zaproponowali pracownicy Planetario de Pamplona (Hiszpania).

## Charakterystyka
Planeta ma masę minimalną o połowę mniejszą od masy Jowisza i krąży po orbicie o promieniu 0,921 au. Planeta obiega gwiazdę w ciągu 310,55 dni. Planeta może znajdować się na tyle blisko gwiazdy, aby otrzymać porównywalną ilość promieniowania UV, jakie Ziemia otrzymuje od Słońca, jednak równocześnie zbyt blisko gwiazdy, aby utrzymać na powierzchni wodę w stanie ciekłym. Ponadto, biorąc pod uwagę jej masę, planeta prawdopodobnie jest gazowym olbrzymem bez stałej powierzchni.